# 1215 (szám)
Az 1215 (római számmal: MCCXV) az 1214 és 1216 között található természetes szám.

## A szám a matematikában
A tízes számrendszerbeli 1215-ös a kettes számrendszerben 10010111111, a nyolcas számrendszerben 2277, a tizenhatos számrendszerben 4BF alakban írható fel.
Az 1215 páratlan szám, összetett szám. Kanonikus alakja 35 · 51, normálalakban az 1,215 · 103 szorzattal írható fel. Tizenkét osztója van a természetes számok halmazán, ezek növekvő sorrendben: 1, 3, 5, 9, 15, 27, 45, 81, 135, 243, 405 és 1215.
Az 1215 huszonegy szám valódiosztó-összegeként áll elő, ezek közül a legkisebb is nagyobb 10 000-nél.

## Csillagászat
- 1215 Boyer kisbolygó